# Anders Jochumsen
Anders Larsen-Jochumsen (født 28. januar 1981 i Brøndbyvester) er en tidligere dansk professionel fodboldspiller, hvis primære position på banen var i angrebet.

## Spillerkarriere

### Klubkarriere
Jochumsen startede med at spille fodbold som fireårig i amatørafdelingen hos Brøndby IF, hvor han forblev igennem alle ungdomsårene (indtil han blev 17 år). Han fortsatte sin udvikling som yngling i Vestegnsklubben og blev i 1999 en af de fremtrædende spillere på klubbens ynglingehold, der endte som Danmarksmestre den pågældende sæson. I januar måned 2000 sikrede de daværende Superliga-kollegaer fra Akademisk Boldklub sig den 18-årige spillers underskrift på en halvandet år lang kontrakt. Jochumsen kunne ikke nå til enighed med Brøndby IF om en kontrakt ved overgangen til seniortiden til trods for at klubben var kommet med et tilbud om en flerårig kontrakt. I AB trænede han i første omgang med U/21-mandskabet (talenttruppen) under ledelse af træner Flemming Christensen og fik sin Superligadebut på førsteholdet i efteråret 2000 på Herfølge Stadion.
Efter en meget kortvarig Superligakarriere hos AB (bestående af to kampe) indgik 2. divisionsklubben Boldklubben Skjold (netop oprykket fra Danmarksserien) en kontrakt med den venstrebenede angriber i sommerpausen 2001. Det følgende efterår kåredes han til årets profil i 2. division i 2002 af Spillerforeningen (stemmeafgiverne var divisionsspillerne) for sin indsats i 2001/02-sæsonen for den københavnske fælledklub, der bl.a. inkluderede topscorertitlen med 21 mål (efter deltagelse i 30 kampe) og klubbens oprykning til 1. division som vinder af den tredjebedste fodboldrække. Endvidere stemte trænerne i 1. division ham ind på en andenplads ved kåringen af "efterårets profil" i 1. division efter han havde markeret sig med 12 mål i 15 kampe.
Jochumsen skrev sig selv på Spillerforeningens transferliste den 24. juli 2002 for at "skabe noget interesse" om hans person i og med hans oprindelige spillerkontrakt med Østerbroklubben udløb den 31. december samme år. Til trods for en række henvendelser endte han med at spille hele efterårssæsonen for københavnerne. Forinden havde Jochumsen, på dette tidspunkt som topscorer på Boldklubben Skjolds divisionshold med 8 mål i 10 kampe, i november 2001 underskrevet en 2½-årig kontrakt med FC Nordjylland (den daværende professionelle overbygning for Aalborg Changs 1. seniorhold) gældende fra nytåret 2001/02 frem til og med sommeren 2004. Kort tid inden det officielle skifte fortrød Jochumsen imidlertid denne kontraktunderskrivelse og fik gennem sin advokat spillerkontrakten med den nordjyske fodboldklub annulleret. I stedet forlængede Jochumsen sin kontrakt med københavnerklubben med halvandet år, så den nu løb frem til og med den 30. juni 2004. Han endte 2002/03-sæsonen med at blive førsteholdets topscorer med 19 mål i 1. division (kun overgået af Chris Hermansen fra Herfølge Boldklub) på trods af en længere skadesperiode i forårssæsonen.
Grundet sportslige ambitioner valgte han den 15. juli 2003 at fortsætte spillerkarrieren hos Herfølge Boldklub på en treårig kontrakt og begyndte træningen den efterfølgende dag hos den nyligt oprykkede Superliga-klub. Jochumsen var ellers på kontrakt i Skjold i yderligere 18 måneder, men HB betalte Skjold for et øjeblikkeligt klubskifte. I sin første halvsæson i Superligaen fik Jochumsen 15 optrædener og noteredes for tre scoringer. I tiden hos den sjællandske fodboldklub blev det til samlet 17 mål fordelt på 55 kampe – herunder et hattrick (alle mål i kampen) på hjemmebane mod Lyngby Boldklub i august 2005. Undervejs i opholdet hos Herfølge Boldklub blev Jochumsen i december 2004 udlejet til 1. divisions- og naboklubben Køge Boldklub for den resterende del af sæsonen, hvor den væsentligste årsag for skiftet var ønsket om mere spilletid eftersom han hidtidigt i efterårssæsonen var blevet anvendt som indskiftningsspiller (11 kampe og 1 mål). Jochumsen vendte tilbage til HB efter lejekontraktens udløb og blev derefter noteret for 11 scoringer i efteråret 2005, hvilket på daværende tidspunkt placerede ham som nummer to på topscorerlisten.
Kort før forårssæsonens start, den 31. marts 2006, fik han sin spillerkontrakt med Herfølge Boldklub ophævet – tre måneder før kontraktens egentlige udløb, da klubben kun ønskede at satse på spillere, der også var til rådighed efter sommerpausen. Dansk Boldspil-Unions regler på området forhindrede ham i skrive kontrakt med en ny klub, før transfervinduet åbnede igen den kommende sommer. Den efterfølgende dag skiftede angrebsspilleren dog til Odense Boldklub og cheftræner Bruce Rioch (far til hans tidligere træner Greg Rioch i Køge Boldklub) og OB's administrerende direktør Thomas Christensen (den tidligere formand under Jochumsens tid i Boldklubben Skjold, hvor han fik sit spillemæssige gennembrud) i Superligaen og optrådte som amatørspiller for fynboerne resten af foråret eftersom at DBU's amatørregler tillod en fritstillet fodboldspiller at spille som amatør, såfremt denne ikke har spillet andre steder i sæsonhalvdelen. Jochumsen debuterede for odenseanerne den 13. april hjemme mod AC Horsens og opnåede i alt 11 Superliga-kampe og en enkel scoring.
Jochumsen lavede i sommerpausen 2006 en 1½-årig aftale med Lyngby Boldklub (med kontraktudløb den 31. december). Angriberen var således med til at spille den nordsjællandske klub op i Superligaen i 2006/07-sæsonen som samlet vinder af 1. division og blev med sin 16 divisionsmål ligeledes klubbens topscorer i den næstbedste fodboldrække. Anders Jochumsen opnåede fire kampe for den nyoprykkede Superligaklub i 2007/08-sæsonen, før han den 7. august 2007 i fællesskab med klubbens bestyrelse fik ophævet sin spillerkontrakt, grundet udsigten til mindre spilletid. Efter at have spillet 38 kampe og scoret 24 mål, forlod Jochumsen som transferfri holdet med øjeblikkelig virkning.
Den efterfølgende dag blev Jochumsen præsenteret som ny spiller i 2. divisionsklubben Fremad Amager. Han fik sin debut for amagerkanerne den 12. august 2007 i en hjemmebanekamp i Sundby Idrætspark, hvor han blev matchvinder ved at score begge Fremad Amagers mål, hvilket i sidste ende skaffede sejren over gæsterne fra Boldklubben Søllerød-Vedbæk.
Efter FC Amagers konkurs i marts 2009 levede Jochumsen en omskiftelige tilværelse. Foråret 2009 spillede han for Brønshøj Boldklub, efteråret 2009 spillede han i Vanløse IF, og i foråret 2010 startede han op i Avedøre IF i Danmarksserien, men skiftede efter et par uger til Stenløse BK i 2. division.

### Landsholdskarriere
Jochumsen opnåede at spille i alt 25 kampe på diverse ungdomslandshold, hvor han har scoret samlet fem mål for samtlige hold. Han repræsenterede Brøndby IF i 21 landskampe, Akademisk Boldklub i to landskampe og Boldklubben Skjold i to landskampe.
Jochumsens første scoring på landsholdet skete i en U/16-landsholdskamp på udebane i Graz (Østrig) den 4. april 1996, hvor han stod for Danmarks andet mål i 2-0 sejren over Holland. Hans anden scoring faldt i en kamp for U/17-landsholdet den 17. september samme år mod Skotland efter 43 minutters spil (2-0) på Rønne Stadion. Danmark førte med 2-0 efter første halvleg, men Skotland fik kæmpet sig tilbage og kampen endte med cifrene 2-2. Den tredje scoring fik han i forbindelse med en firkantsturnering for U/19-landshold i Belgien, hvor Danmark vandt med cifrene 2-0 over værtsnationen. Jochumsen deltog i slutningen af januar måned 2003 i en træningsturnering i Asien, hvor han opnåede to optrædener og fik scoret en enkelt gang for U/21-landsholdstruppen.

## Trænerkarriere
I juni 2010 stoppede han sin aktive karriere i Stenløse BK for i stedet at blive cheftræner for klubben sammen med Thomas Skov.
Den 1. juli 2011 blev Jochumsen ansat som cheftræner for Greve IF. Men allerede en halvanden måned senere, blev Jochumsen fyret igen. Ifølge klubben blev han fyret, fordi han ikke ville følge klubbens strategi med at bruge og udvikle spillere fra egne rækker.
Den 16. juni 2023 blev Jochumsen ansat som cheftræner for Fremad Valby.

## Titler/hæder

### Individuelle
- Boldklubben Skjold:
  - Topscorer (21 mål) i 2. division 2001/02
  - Årets Profil 2002 i 2. division

### Klub
- Boldklubben Skjold:
  - Vinder af 2. division 2001/02
- Lyngby Boldklub:
  - Vinder af 1. division 2006/07

## Fodnoter og referencer
1. 1 2  "Transferlisten giver andre muligheder". Politiken. 17. november 2002. s. 8, Sporten. {{cite news}}: |access-date= kræver at |url= også er angivet (hjælp)
2. 1 2  "Vejret og fundet for tung". Ekstra Bladet. 3. marts 2004. s. 7, 2. sektion. {{cite news}}: |access-date= kræver at |url= også er angivet (hjælp)
3. ↑  "AB-spillerkøb-Søllerødaftale". Reuters Finans. 14. januar 2000. {{cite news}}: |access-date= kræver at |url= også er angivet (hjælp)
4. ↑  "Fra Brøndby til AB". Politiken. 14. januar 2000. s. 14, 1. sektion. {{cite news}}: |access-date= kræver at |url= også er angivet (hjælp)
5. 1 2  Jf. Palle "Banks" Jørgensen: "Landsholdenes 2198 Spillerprofiler – fra Krølben til Krøldrup", Tipsbladet, 2004, ISBN 87-89564-04-9, side 169.
6. ↑  "Fakta om kåringer i dansk fodbold". Ritzaus Bureau. 5. december 2002. {{cite news}}: |access-date= kræver at |url= også er angivet (hjælp)
7. ↑  Henrik Hoffmann (9. december 2002). "Anders Jochumsen forlænger med Skjold". onside.dk. {{cite news}}: |access-date= kræver at |url= også er angivet (hjælp)
8. ↑  "Anders Jochumsen". Ekstra Bladet. 13. oktober 2001. s. 15, SportsBladet. {{cite news}}: |access-date= kræver at |url= også er angivet (hjælp)
9. ↑  Thomas Idskov (13. november 2001). "Umulige at integrere - FC Nordjylland sender nigeriansk trio hjem til Afrika". B.T. s. 9, 2. Sektion, Sporten. {{cite news}}: |access-date= kræver at |url= også er angivet (hjælp)
10. ↑  "Kort om dansk fodbold". Ritzaus Bureau. 9. december 2002. {{cite news}}: |access-date= kræver at |url= også er angivet (hjælp)
11. 1 2  "Kort om dansk fodbold". Ritzaus Bureau. 15. juli 2003. {{cite news}}: |access-date= kræver at |url= også er angivet (hjælp)
12. ↑  "Jochumsen håber på OL". onside.dk. 16. juli 2003. {{cite news}}: |access-date= kræver at |url= også er angivet (hjælp)
13. ↑  Fl. Thor Madsen (16. juli 2003). "Topscorer til Herfølge". Ekstra Bladet. s. 10, 2. sektion. {{cite news}}: |access-date= kræver at |url= også er angivet (hjælp)
14. ↑  Spillerprofil Anders Jochumsen (Webside ikke længere tilgængelig) havensupport.dk, Hentet den 25. november 2007.
15. ↑  "Jochumsen til Køge". Ekstra Bladet. 23. december 2004. s. 10, 2. sektion. {{cite news}}: |access-date= kræver at |url= også er angivet (hjælp)
16. ↑  Thomas Heiredal (1. april 2006). "Herfølge mister Jochumsen". onside.dk.
17. ↑  "Mulighed for Superligaen". Dagbladet Køge/Ringsted/Roskilde. 4. april 2006. s. 10, 1. sektion, Sporten. {{cite news}}: |access-date= kræver at |url= også er angivet (hjælp)
18. ↑  Niels Abildtrup (7. april 2006). "Manden der altid scorer mål". Fyens Stiftstidende. s. Sport. {{cite news}}: |access-date= kræver at |url= også er angivet (hjælp)
19. ↑  Niels Abildtrup (4. april 2006). "Jochumsens mystiske vej til OB". Fyens Stiftstidende. s. Sport. {{cite news}}: |access-date= kræver at |url= også er angivet (hjælp)
20. ↑  Gisle Thorsen (2. april 2006). "OB snupper Jochumsen". Ekstra Bladet. s. 6, 2. sektion. {{cite news}}: |access-date= kræver at |url= også er angivet (hjælp)
21. ↑  Niels Abildtrup (3. april 2006). "Jochumsen på plads i Ådalen". Fyens Stiftstidende. s. Sporten. {{cite news}}: |access-date= kræver at |url= også er angivet (hjælp)
22. ↑  "Anders Jochumsen - ny mand i front". Lyngby Boldklub. 22. juni 2006. Hentet 25. november 2007.{{cite news}}:  CS1-vedligeholdelse: url-status (link)
23. 1 2  "Brikkerne snart på plads". Frederiksborg Amts Avis. 13. august 2007. s. 9, 1. sektion (Sporten). {{cite news}}: |access-date= kræver at |url= også er angivet (hjælp)
24. ↑  "Anders Jochumsen stopper i Lyngby". Århus Stiftstidende. 7. august 2007. {{cite news}}: |access-date= kræver at |url= også er angivet (hjælp)
25. ↑  "Jochumsen fortsætter i 2. division". bold.dk. 15. marts 2010. Hentet 5. september 2010.
26. ↑  "Jochumsen træner i divisionsklub". bold.dk. 16. juni 2010. Hentet 5. september 2010.
27. ↑  "Arkiveret kopi". Arkiveret fra originalen 1. februar 2014. Hentet 20. januar 2014.
28. ↑  Greve fyrer nyansat Anders Jochumsen | bold.dk
29. ↑  “Anders Jochumsen scorer nyt job: Det er en no-brainer” bold.dk

## Ekstern kilder/henvisninger
- Spillerprofil på fca.dk Arkiveret 11. november 2007 hos  Wayback Machine
- Anders Jochumsens spillerprofil i DBU's Landsholdsdatabase
- Anders Jochumsens profil hos FootballDatabase.eu (engelsk)